# La Première Étoile (chanson)
Pour les articles homonymes, voir La Première Étoile.
Singles de Mireille Mathieu
C'est à Mayerling
(1968) Bonne fête maman
(1969)
La Première Étoile  est une chanson interprétée par la chanteuse française Mireille Mathieu. Cette chanson a une version allemande Der Stern unserer Liebe (L'étoile de notre amour) sorti en 1969 également.Et aussi une version suédoise par Agnetha Fältskog.

## Classements

### Classements hebdomadaires
| Classement (1969)                       | Meilleure position |
| --------------------------------------- | ------------------ |
| Belgique (Flandre Ultratop 50 Singles)  | 18                 |
| Belgique (Wallonie Ultratop 50 Singles) | 7                  |